# 飾りじゃないのよ涙は
「飾りじゃないのよ涙は」（かざりじゃないのよなみだは）は、日本の歌手である中森明菜およびシンガーソングライターである井上陽水の楽曲。この楽曲は、中森の10枚目のシングルとして、1984年11月14日にワーナー・パイオニアのリプリーズ・レコードレーベルよりリリースされた (7インチシングル盤: L-1666)。続いてこの楽曲を手掛けた井上が、1984年12月21日にフォーライフ・レコードからセルフカバー・アルバム『9.5カラット』の収録曲として発表し、2002年10月23日には、井上のシングルとしてフォーライフミュージックエンタテイメントからリリースされた (12cmCD: FLCF7055)。

## 背景
「飾りじゃないのよ涙は」は、1985年4月3日発売の中森のスタジオ・アルバム『BITTER AND SWEET』からの先行シングルとして、1984年11月14日にシングル・レコード (EP: L-1666)で発売された。アナログ盤は3つ折りジャケット仕様であった。スタジオ・アルバム『BITTER AND SWEET』には、アルバムバージョンで本曲が収録された。
この楽曲は、井上陽水からの提供楽曲で、萩田光雄によって編曲された。
プロデュースは前作「十戒 (1984)」に続いて島田雄三で、島田はスタジオ・アルバム『BITTER AND SWEET』のプロデュースも担当した。中森にとってこの楽曲は、アイドルからシンガー、アーティストへの転機となった。
その島田によると、デモテープを聴いたときシングル向きではないなと、本曲はアルバム収録分のみで考えていたが、作曲者の井上陽水がオケ録りに現れて、キーが違うにもかかわらず仮歌を歌わせてくれないかと打診があったので、スタジオで生演奏に合わせて歌ってもらったところ、ミュージシャンも大のりになり、その際の歌声が素晴らしかったので、シングル化を決めたという。
この楽曲は、後の作品でも新録されており、1995年12月リリースのベスト・アルバム『true album akina 95 best』と、2002年12月リリースのベスト・アルバム『Akina Nakamori〜歌姫ダブル・ディケイド』にそれぞれ収録された。2005年にNHKが実施した『スキウタ〜紅白みんなでアンケート〜』において、「飾りじゃないのよ涙は」は紅組で14位にランクインされた。
中森のシングル盤「飾りじゃないのよ涙は」のB面として発表された「ムーンライト・レター」は、松井五郎が作詞し、「飾りじゃないのよ涙は」に続いて井上と萩田が作曲と編曲を手掛けた楽曲である。

## 批評
『CDジャーナル』は、中森の「飾りじゃないのよ涙は」について「井上陽水と中森明菜の幸福な出逢いは、日本の歌謡史に残るほどの歴史的な名曲を作り上げた」と批評した。

## チャート成績
この楽曲は、TBS系音楽番組『ザ・ベストテン』では、1984年12月13日の放送で最高順位1位を記録した。オリコン週間シングルチャートでは、1984年11月26日付で初登場・最高順位ともに1位を記録した。同チャートの100位以内においては、計17週に渡ってランクインしている。また、1985年度のオリコン年間シングルチャートでは、6位を記録し、62万枚を上回る売り上げとなった。「飾りじゃないのよ涙は」は、中森のシングル楽曲では、1位の「セカンド・ラブ」、2位の「ミ・アモーレ〔Meu amor é･･･〕」に次いで、3位の売上枚数を記録している。
1985年度の日本音楽著作権協会（JASRAC）発表による楽曲別の著作権使用料分配額（国内部門）では年間10位にランクインされた。

## ライブ・パフォーマンス
中森は「飾りじゃないのよ涙は」をリリース後、TBS系の『ザ・ベストテン』やフジテレビ系の『夜のヒットスタジオDELUXE』といった音楽番組などで本曲を披露した。2002年に中森はNHK紅白歌合戦に14年ぶりに出場し、この年行われた第53回NHK紅白歌合戦で、この楽曲の『Akina Nakamori〜歌姫ダブル・ディケイド』バージョンを披露した。
コンサート・ツアーでは、1985年開催のBITTER & SWEET以降、1986年のLIGHT & SHADEや、1987年のA HUNDRED days、1997年のFelicidad、2001年のALL ABOUT AKINA 20th Anniversary IT'S BRAND NEW DAY、2002年のMUSICA FIESTA TOUR 2002、2004年のAKINA NAKAMORI A-1 tour 2004、2006年のAKINA NAKAMORI LIVE TOUR 2006 〜The Last destination〜などで本曲を披露した。

## 収録曲
| 全作曲: 井上陽水、全編曲: 萩田光雄。 |                          |           |            |      |
| #                                    | タイトル                 | 作詞      | 作曲・編曲 | 時間 |
| A.                                   | 「飾りじゃないのよ涙は」 | 井上陽水  | 井上陽水   | 4:10 |
| B.                                   | 「ムーンライト・レター」 | 松井五郎  | 井上陽水   | 4:26 |
| 合計時間:                            | 合計時間:                | 合計時間: | 8:36       |      |

### 規格
オリジナル盤がリリースされた後、時代に合わせてフォーマットを変えて発売されている。
- 1988年7月25日 - 8cmCD: 10SL-139[34]
- 1988年12月21日 - CT: 10L5-4049[35]
- 1998年11月26日 - 12cmCD: WPC6-8667[36]
- 2008年11月12日 - デジタル・ダウンロード[37][38]
- 2014年6月18日 - 12cmCD, Singles Box 1982-1991の一枚として

## クレジット
「飾りじゃないのよ涙は」のライナー・ノーツより
| - プロデューサー: 島田雄三 - ディレクター: 藤倉克己 - エンジニア: 石崎信郎 - フォトグラファー: 清水清太郎 - アート・ディレクション: 持田恭男 | - スタイリスト: 東野邦子 - ヘアメイク: JUN TOGASHI - プロモーション・スタッフ: 田中良明、畠山政行 - クリエイティヴ・サービス: 太田晶子 |

## 収録アルバム
飾りじゃないのよ涙は
- 『BEST』[39][2]

## 井上陽水による歌唱盤
中森に「飾りじゃないのよ涙は」を楽曲提供した井上は、1984年12月21日発売のセルフカバー・アルバム『9.5カラット』 (LP: 28L-81、CD: 35KD-4)でこの楽曲をセルフカバーした。セルフカバーアルバム『9.5カラット』収録のこの楽曲は、久石譲によって編曲された。その後、カセットブックという特殊体裁で歌う見人（ケンジン）(全曲既成曲の英語version)に、バック・トラックをそのままにTangerine Summers(飾りじゃないのよ涙は)として再録されている。
1986年11月5日には同年の8月20日と21日に神宮球場で行われた井上陽水と安全地帯の同名ジョイントコンサートで歌唱したものを収録した『スターダストランデヴー LIVE神宮がリリースされた。1992年に再発盤された。
2002年10月23日には、2002年11月20日発売のセルフカバー・アルバム『Blue Selection』からの先行シングルとして再録され、12cmCD (FLCF7055)でリリースされた。この「飾りじゃないのよ涙は」は、井上がアレンジを手掛けた。この楽曲は、『あんぐら☆NOW』、『爆笑問題のススメ』、『ろみひー』、『三宅裕司のドシロウト』、『優香&ビビアンのムチャ修行!』といった日本テレビ系のテレビ番組のエンディングテーマに起用された他、同系列放送の『AX MUSIC-TV』、『AX MUSIC-TV 02』のパワープレイとしても起用された。『CDジャーナル』は、この井上のシングル「飾りじゃないのよ涙は」のアレンジを「ジャズ・アレンジ」と指摘し、「これ以上いくといやみになりかねない、ギリギリの線だが、当然わかってやってらっしゃるのでしょう。」と批評した。オリコン週間シングルチャートではこの楽曲は、最高順位93位を記録した。
このシングルの2曲目となった「決められたリズム」は、山田洋次監督初の時代劇となった松竹映画『たそがれ清兵衛』の主題歌である。
収録曲
2002年のシングル版「飾りじゃないのよ涙は」より
| 全作詞・作曲・編曲: 井上陽水。 |                          |          |            |      |
| #                              | タイトル                 | 作詞     | 作曲・編曲 | 時間 |
| 1.                             | 「飾りじゃないのよ涙は」 | 井上陽水 | 井上陽水   | 4:08 |
| 2.                             | 「決められたリズム」     | 井上陽水 | 井上陽水   | 4:13 |
| 合計時間:                      | 合計時間:                | 8:21     |            |      |

## その他のアーティストによるカバー
- 内藤やす子 - 1988年、カバー・アルバム『SONGS II』収録[48]。
- FUKUYAMA ENGINEERNING GOLDEN OLDIES CLUB BAND - 2002年、カバー・アルバム『「福山エンヂニヤリング」サウンドトラック The Golden Oldies』収録[49]。
- 村上“ポンタ”秀一 feat. 吉川晃司 - 2003年、アルバム『MY PLEASURE〜FEATURING GREATEST MUSICIANS〜』収録[50]。
- 島津亜矢 - 2005年、アルバム『BS日本のうたIII』収録。2009年、アルバム『エンカのチカラ -GREAT 80's-』収録。
- 岩崎宏美 - 2008年、カバー・アルバム『Dear Friends IV』収録[51]。
- 加藤登紀子 - 2008年、カバー・アルバム『SONGS うたが街に流れていた』収録[52]。
- GO!GO!7188 - 2008年、カバー・アルバム『虎の穴2』でカバー[53]。
- CHAGE（with 松浦亜弥、佐田大陸） - 2009年、スタジオ・アルバム『Many Happy Returns』収録[54]。
- 今陽子 - 2013年、アルバム『今昔歌～ピンキーの男唄～』収録[55]。
- 森恵 - 2013年、カバー・アルバム『RE:MAKE1』収録
- PENICILLIN - 2013年、シングル『幻想カタルシス』収録
- 小野リサ - 2014年、アルバム『Japao 3』収録
- JUJU - 2015年、シングル『What You Want』収録
- The Nolans - 2017年、アルバム『ノーランズ～J-POP胸キュンカバー』収録[56]。
- King Gnu - 2019年、井上陽水のトリビュートアルバム「井上陽水トリビュート」収録
- 鬼龍院翔 - 2020年、カバー・アルバム『うたってきりりんぱ 2nd Season』収録
- Ms.OOJA -	2022年、カバー・アルバム『流しのOOJA 2 ～VINTAGE SONG COVERS～』収録
- 宮本浩次 - 2022年、カバー・アルバム『秋の日に』収録
- GARNiDELiA - 2023年、カバー・アルバム『GARNiDELiA COVER COLLECTiON』収録
- 綾瀬めぐみ（島津冴子） - 2023年、アルバム『魔法の天使 クリィミーマミ 80's J-POPヒッツ』収録
- Ado - 2023年、アルバム『Adoの歌ってみたアルバム』収録[57]
- 鈴木雅之 - 2025年発売予定、中森明菜トリビュート・アルバム『中森明菜 Tribute Album “明響”』収録